# 塩谷賛
塩谷 賛（しおたに さん、1916年8月28日 - 1977年5月8日）は、編集者、幸田露伴研究家。本名は土橋利彦。

## 生涯
東京府生まれ。東京府立第三中学校を卒業後、1942年甲鳥書林に入社、44年幸田露伴の許を訪れ、そのまま助手となり『評釈芭蕉七部集』などの口述筆記にたずさわる。46年『中央公論』に「天皇」を発表。47年露伴の没後は、岩波書店「露伴全集」ほかの編纂に携わり、娘の「幸田文全集」中央公論社ほかの編纂にも関わった。
1960年失明。音声テープ等を用い約五年がかりで評伝『幸田露伴』を執筆、1968年に第20回読売文学賞を受賞。

## 著書
- 『海青篇』中央公論社 1946
- 『龍』中央公論社 1947
- 『露伴抄』全国書房 1948
- 『露伴翁家語』朝日新聞社 1948
- 『露伴の魔 その文献的研究』角川書店 1949／日本図書センター・近代作家研究叢書 1984 - 復刻版
- 『萬葉露のしづ枝』東京創元社 1956
- 『幸田露伴』中央公論社 全3巻 1965-1968／中公文庫 全4巻 1977（解説植村清二）
- 『露伴と遊び』創樹社 1972

### 編纂
- 『露伴の書簡』 弘文堂 1951
- 『露伴小品』正・続 河出書房 1952
  - 『幸田露伴紀行文集』新潮文庫
  - 『露伴翁座談』 角川文庫 全2冊 ほか 著作多数
- 『夏目漱石事典』東京創元社「作品集別巻」 1956